# Ygos-Saint-Saturnin
Ygos-Saint-Saturnin é uma comuna francesa na região administrativa da Nova Aquitânia, no departamento Landes. Estende-se por uma área de 57,48 km². Em 2010 a comuna tinha 1 355 habitantes (densidade: 23,6 hab./km²).